# Milton S. Hershey
Milton Snavely Hershey (sinh ngày 13 tháng 9 năm 1857 - mất 13 tháng 10 năm 1945) là một nhà từ thiện, được biết đến là ông trùm, người sáng lập ra Công ty Sô-cô-la Hershey (nhà sản xuất Sô-cô-la lớn nhất Bắc Mỹ) và "thị trấn công ty" Hershey, Pennsylvania.

## Cuộc sống ban đầu
Milton Hershey sinh ngày 13 tháng 9 năm 1857 trong một gia đình theo đạo Tin lành có cha mẹ đẻ là Henry Hershey và Veronica "Fanny" Snavely. Gia đình ông là thành viên của cộng đồng Mennonite Pennsylvania. Tổ tiên của ông là những người gốc Thụy Sĩ và Đức và đã định cư ở Pennsylvania trong những năm 1700. Khi ông lớn lên ông nói tiếng Đức Pennsylvania. Giống như nhiều thanh niên nông thôn khác, Milton đã sớm phải giúp đỡ công việc trong trang trại gia đình, và bước đầu ông đã hiểu về giá trị của công việc lao động chân tay và sự kiên trì. Trong khi phần lớn những người sống xung quanh đều hài lòng với các công việc tại trang trại, thì cha đẻ của Milton Hershey lại tỏ ra hứng thú với công việc kinh doanh. Tuy vậy, tất cả những công việc kinh doanh đó đều thất bại khiến thu nhập của gia đình rất thất thường. Trong một khoảng thời gian dài, những dự án khác nhau của Henry Hershey khiến gia đình ông phải di chuyển hết từ nơi này đến nơi khác. Chính vì thế, việc học của Milton Hershey đã bị ảnh hưởng và ông được tiếp thu một nền giáo dục rất hạn chế khi chỉ học hết lớp 4.
Vào năm 1872, chàng thiếu niên Milton Hershey được nhận vào học việc tại một nhà máy kẹo ở gần Lancaster. Tới năm 1876, Hershey đã có đủ kỹ năng để tự mình bước vào con đường kinh doanh kẹo. Ông vay tiền họ hàng rồi chuyển đến Philadelphia để bắt đầu làm kẹo cứng và caramen. Ông bán kẹo trên chiếc xe đẩy trong 6 năm, nhưng sau cùng, những bất đồng giữa ông và cha đã khiến công việc kinh doanh không thu được lợi nhuận. Milton sau đó đi đến Denver, New Orleans, rồi Chicago để tìm kiếm cơ hội, trước khi định cư ở thành phố New York và bắt đầu một mở doanh nghiệp bánh kẹo thứ hai sau khi được đào tạo tại Huyler's vào năm 1883. Công việc kinh doanh cũng chỉ kéo dài 3 năm và kết thúc vào năm 1886.

## Sự nghiệp

### Công ty caramen Lancaster
Năm 1886, sau khi gom đủ số vốn cần thiết, chủ yếu từ những mối quen biết, Milton Hershey đã đứng ra thành lập Công ty caramen Lancaster. Bằng cách sử dụng một công thức caramen ông đã học được trong chuyến đi trước đây khi đến Colorado, công ty của ông đã phát triển nhanh chóng và Hershey cũng sớm trở nên giàu có. Nhờ thành công này, ông đã thành lập một nhà sản xuất bánh kẹo và đặt nền móng cho những thành tựu trong tương lai. Khi công ty caramen đang phát triển, Hershey lại chuyển sang quan tâm đến các lĩnh vực thực phẩm khác.

### Công ty Sô-cô-la Hershey
Vào năm 1892, ông đến Thụy Sĩ với hi vọng học được cách làm pho mát. Trong chuyến đi, ông đã tìm ra cách làm sô-cô-la sữa. Một năm sau, Hershey mua thiết bị làm sô-cô-la và bắt đầu bán cùng với caramen. Nhưng Hershey sẵn sàng thử nghiệm cái mới nên ông đã bán công việc kinh doanh caramen chỉ dành để cho việc kinh doanh sôcôla.
Ông không thực sự muốn giàu có hơn. Thay vào đó, ông có kế hoạch xây thành phố của riêng ông – nơi mà công nhân có thể kiếm đủ tiền để tận hưởng cuộc sống. Bạn bè và gia đình ông đều cho rằng đây là một ý tưởng kỳ lạ. Sử dụng tiền thu được từ bán Công ty Lancaster Caramel, Hershey đã mua đất nông nghiệp tại một khu vực nằm về phía tây bắc Lancaster khoảng 30 dặm. Ở đó, ông có thể có được nguồn cung sữa tươi cần thiết để hoàn thiện và sản xuất sô-cô-la sữa có chất lượng hảo hạng nhất. Kích thích bởi tiềm năng của sô-cô-la sữa, mà thời bấy giờ, đó là một sản phẩm sang trọng, Hershey đã quyết định phát triển một công thức sô-cô-la sữa để đưa vào thị trường Mỹ. Thông qua nhiều lần thử nghiệm thất bại, ông đã tạo ra công thức sô-cô-la sữa của riêng cá nhân ông. Và những thanh sô-cô-la sữa Hershey đã được sản xuất vào năm 1900. "Hershey Kisses" (nụ hôn Hershey) đã được phát triển vào năm 1907, và thanh sô-cô-la sữa Hershey với hạnh nhân cũng đã được giới thiệu vào năm 1908.
Ngày 2 tháng 3 năm 1903, ông bắt đầu xây dựng vào những gì mà sau đó đã trở thành một trong những công ty sản xuất sô-cô-la lớn nhất thế giới, mà ông không biết rằng sau đó nó sẽ trở thành một nhà sản xuất sô-cô-la lớn. Một nhà máy sản xuất sô-cô-la hoàn thành vào năm 1905, được thiết kế để sản xuất sô-cô-la bằng cách sử dụng các kỹ thuật sản xuất hàng loạt mới nhất. Sô-cô-la sữa của Hershey nhanh chóng trở thành sản phẩm bán trên thị trường toàn quốc đầu tiên về loại hình này.
Nhà máy nằm ở trung tâm của một vùng nguyên liệu sữa tươi, còn công nhân nhà máy được hỗ trợ bởi đầy đủ các dịch vụ nhà ở, nhà thờ Hershey, và một cơ sở hạ tầng giao thông vận tải bồi tụ xung quanh. Bởi vì nhà máy được bao quanh bởi các trang trại bò sữa, Hershey đã có thể sử dụng sữa tươi để sản xuất hàng loạt sô-cô-la sữa có chất lượng. Hershey tiếp tục thử nghiệm và hoàn thiện quy trình làm sô-cô-la sữa bằng cách sử dụng kỹ thuật đầu tiên ông đã học được khi tới Colorado bằng cách cho thêm sữa để làm kẹo caramen.

### Hoạt động từ thiện
Vào ngày 25 tháng 5 năm 1898, Hershey kết hôn với Catherine "Kitty" Sweeney. Kể từ khi biết không thể có con, họ đã quyết định giúp đỡ người khác, bằng việc thành lập trường Công nghiệp Hershey với một Chứng thư ủy thác vào năm 1909 để dành cho những trẻ em mồ côi. Catherine qua đời sớm vào năm 1915 và Hershey sau đó cũng không bao giờ tái hôn. Năm 1918, Hershey chuyển phần lớn tài sản của mình, bao gồm quyền kiểm soát công ty, thành lập quỹ Niềm tin Milton Hershey của trường Công nghiệp Hershey. Quỹ này có đa số cổ phần biểu quyết tại Hershey, cho phép nó giữ quyền kiểm soát công ty. Năm 1951, trường được đổi tên thành Trường nội trú Milton Hershey. Trường Milton Hershey là quản trị viên kiểm soát 100% Công ty Hershey Entertainment and Resorts, sở hữu Khách sạn và Công viên Hershey, cùng một số tài sản khác. Milton Hershey chính là niềm tự hào lớn trong sự phát triển của trường, thị trấn, và công ty. Ông đặt chất lượng sản phẩm của mình và phúc lợi cho công nhân của mình lên trên lợi nhuận.
Năm 1935, Hershey thành lập MS Hershey Foundation, một quỹ từ thiện tư nhân tạo cơ hội giáo dục và văn hóa cho người dân Hershey. Quỹ cung cấp kinh phí cho ba thực thể là Bảo tàng và Vườn Hershey, Nhà hát và Trung tâm lưu trữ Cộng đồng Hershey.
Năm 1912, Hersheys đã đặt vé để đi du lịch cùng gia đình trên con tàu sang trọng định mệnh khởi hành từ Anh, tàu RMS Titanic. Tuy nhiên, vào phút cuối cùng, họ đã hủy chuyến đi do gặp vấn đề trong công việc kinh doanh cần Hershey phải giải quyết. Thay vào đó, họ đặt chuyến đi tới New York trên con tàu sang trọng USS America. Bảo tàng Hershey có một bản sao của bức thư Milton Hershey đã viết gửi cho công ty White Star Line để đặt phòng hạng nhất trên tàu Titanic. Bản sao này hiện đang nằm trong kho lưu trữ của Bảo tàng Hershey Story, thay thế Bảo tàng Hershey ban đầu trong năm 2009.